# Eduard Bräsecke
Eduard Theodor Georg Braeseke (* 30. November 1905 in Vogelsdorf, heute zu Fredersdorf-Vogelsdorf; † 12. Februar 1989 in Zehdenick) war ein deutscher Leichtathlet.
Eduard Braeseke startete für den SV Bewag Berlin (Osram Berlin). 1932 wurde der Marathonläufer bei den deutschen Meisterschaften hinter Heinrich Brauch Zweiter. 1936 gewann er hinter Franz Barsicke und Paul de Bruyn die Bronzemedaille. Bei den Olympischen Sommerspielen 1936 von Berlin lief Braeseke im Marathonlauf auf den 29. Platz mit einer Zeit von 2:59:33,4 h. Seine Marathon-Bestzeit aus dem Jahr 1934 betrug 2:41:01,2 h.